# Distretto di Mueang Mukdahan
Il distretto di Mueang Mukdahan (in thailandese: เมืองมุกดาหาร) è un distretto (amphoe) della Thailandia, situato nella provincia di Mukdahan, della quale è il capoluogo.